# Анна Каренина (телесериал, 2000)
«Анна Каренина» (англ. Anna Karenina) — британский телевизионный мини-сериал производства продюсерской компании Company Pictures. Премьера в Великобритании состоялась 9 мая 2000 года на телеканале Channel 4, в США — в рамках антологии Masterpieсe Theatre телеканала PBS в феврале 2001 года.

## В ролях
- Хелен Маккрори — Анна Аркадьевна Каренина (Облонская)
- Кевин Маккидд — Алексей Кириллович Вронский, граф, полковник
- Стивен Диллэйн — Алексей Александрович Каренин, муж Анны
- Марк Стронг — князь Степан Аркадьевич («Стива») Облонский, брат Анны Карениной
- Аманда Рут — княгиня Долли (Дарья Александровна) Облонская, жена Стивы Облонского
- Дуглас Хеншолл — Константин Лёвин
- Палома Баеза — Екатерина Александровна Щербацкая (Кити), позже — жена Лёвина, сестра Долли
- Абигейл Круттенден — Бетси (Елизавета Фёдоровна) Тверская (Вронская), княгиня, кузина Алексея Кирилловича, жена кузена Анны Карениной (Облонской)
- Пол Рис — Николай
- Дебора Финдли — графиня Лидия Ивановна
- Джиллиан Бардж — княгиня Щербацкая
- Малкольм Синклэр — князь Щербацкий
- Виктория Карлинг — Аннушка

## Отзывы
Исполнение Хелен Маккрори сравнивали с исполнением Греты Гарбо в 1935 году, при этом многие рецензенты неблагоприятно отзывались о внешности Маккрори в роли роковой красавицы Анны.